# Alain Lebas
Pour les articles homonymes, voir Lebas.
Alain Lebas, né le 10 novembre 1953 à Nevers (Nièvre), est un kayakiste français, médaillé olympique en course en ligne.

## Palmarès
- Championnats du monde 1978 :
  -  Médaille d'argent en K-2 10 000 m avec Jean-Paul Hanquier

- Championnats du monde 1979 :
  -  Médaille de bronze en K-2 500 m avec Francis Hervieu.

- Jeux olympiques de 1980 à Moscou :
  -  Médaille d'argent en K-1 1 000 m.